# San Teodoro (Sicília)

Ubicació de San Teodoro (Sicília) dins de la província

San Teodoro (sicilià U Casali) és un municipi italià, dins de la ciutat metropolitana de Messina. L'any 2009 tenia 1.459 habitants. Limita amb els municipis de Cesarò i Troina (EN).

## Administració
| Període | Identitat          | Partit        |
| ------- | ------------------ | ------------- |
| 2007-   | Salvatore Agliozzo | Llista cívica |